# فترة أوروك

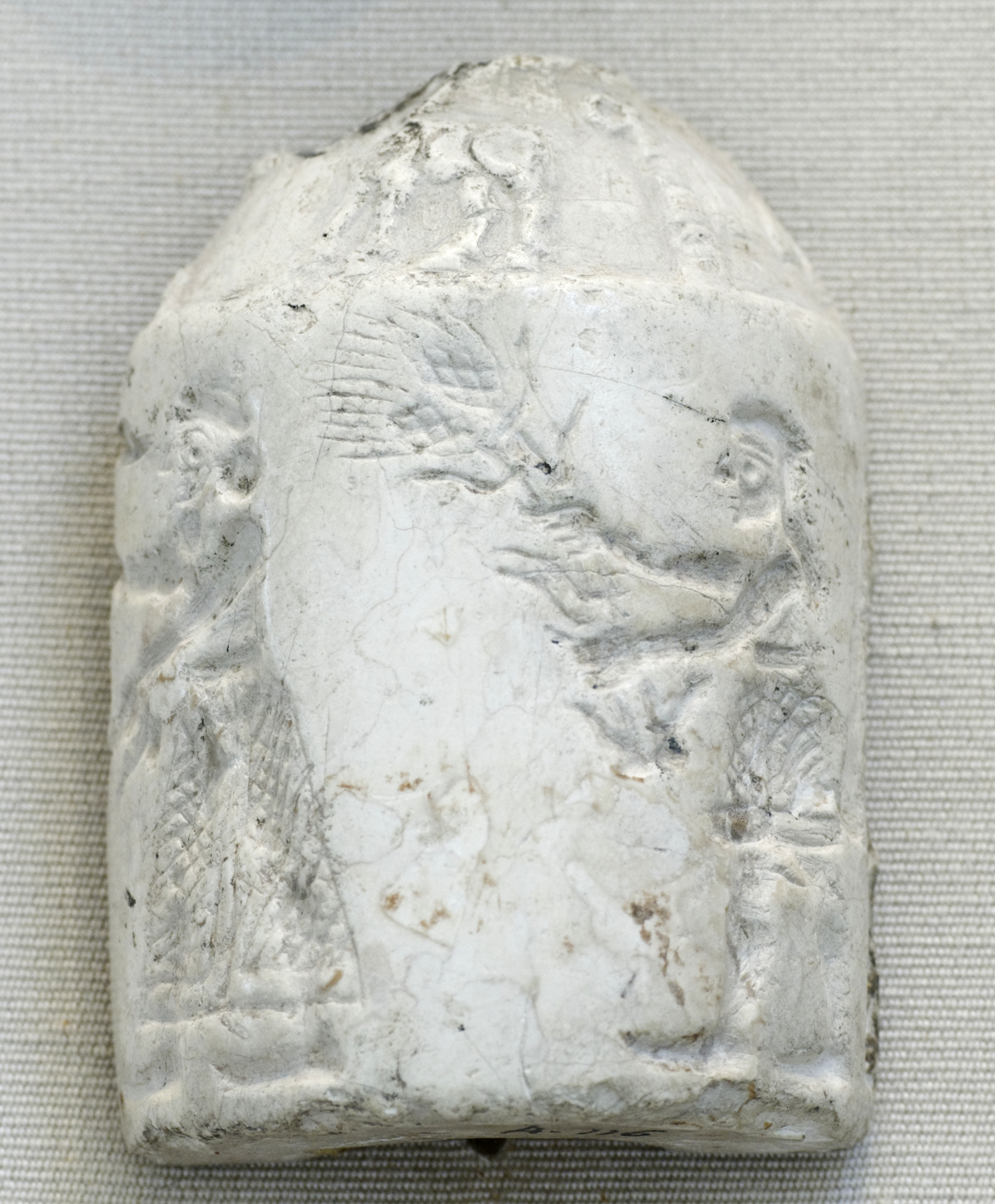
قطعة فخارية من فترة أوروك

فترة أوروك (4000-3100 ق م) وهو عصر امتد من فجر التاريخ والعصر النحاسي بداية العصر البرونزي في بلاد الرافدين. أتت هذه الفترة بعد فترة العبيد ثم تلتها عصر جمدة نصر. اسم هذه الفترة أتى من اسم المدينة السومرية أوروك، حيث في هذه الفترة بدأت مناطق حضرية تنشأ في بلاد الرافدين. وصاحبها نشوء الحضارة السومرية في القرن 34 ق م، وحيث بدئت ملامح نشوء الكتابة تظهر في بلاد سومر بعد أن كانت الكتابة على شكل رسوم مسمارية، في تلك الفترة بدئت تتشكل بعض المدن وكانت تحوي حوالي 10000-20000 شخص في تلك المدينة.

## التأريخ وتحديد المدة الزمنية
صيغ مصطلح فترة أوروك في مؤتمر عُقد في بغداد عام 1930، وفي هذا المؤتمر أيضاً صيغت مصطلحات أخرى مثل «الفترة العبيدية» و«فترة جمدة نصر». لا يزال التسلسل الزمني لفترة أوروك موضع تساؤل ونقاش كبيرين بين المؤرخين ولا يزال غير واضح المعالم بدقة حتى الآن. فمن المعروف أن فترة الأوروك غطت معظم الألفية الرابعة قبل الميلاد، ولكن لا يوجد اتفاق على تاريخ بدايتها ونهايتها، وهذا يعود في المقام الأول إلى حقيقة أن الطبقات الأحفورية التي تُوثِّق هذه الفترة التاريخية قديمة وغير واضحة، وأن عمليات التنقيب التي أجريت لاستكشافها تعود للثلاثينيات أي قبل ظهور تقنيات التنقيب الحديثة. أدى كل ذلك لصعوبات كبيرة واجهت المختصين في ربط الاكتشافات من المواقع الأثرية المختلفة مع التسلسل الزمني النسبي للوصول لوضع تسلسل زمني مطلق أكثر موثوقية.
يعدُّ التسلسل الزمني التقليدي غير دقيق، لأنه يستند إلى الاكتشافات الرئيسية التي عثر عليها في بعض معابد فترة الأوروك الرئيسية، تعود أقدم هذه الاكتشافات إلى نهاية الفترة العبيدية (4200 ق.م – 3900 ق.م) أو (3700 ق.م). تظهر خصائص الفخار الذي يعود لفترة الأوروك في المستويات الزمنية 14 و13، تقسم فترة أوروك تقليدياً إلى عدة مراحل: تُمثل أول مرحلتين أوروك القديمة (المستويات من الثاني عشر إلى التاسع)، ثم أوروك المتوسطة (المستويات من الثامن إلى السادس). هاتان المرحلتان غير معروفتين بشكل جيد، وحدودهما الزمنية غير محددة بدقة. ننتقل اعتباراً من منتصف الألفية الرابعة قبل الميلاد إلى فترة أوروك المتأخرة والتي تستمر حتى حوالي 3200 ق.م أو 3100 ق.م، وفي هذه الفترة تحديداً تظهر الخصائص التي تُميز حضارات فترة الأوروك مثل: التطور التكنولوجي العالي، ظهور التجمعات الحضرية ذات الهياكل المعقدة، ظهور المؤسسات الإدارية للدولة، وتوسع حضارة أوروك في جميع أنحاء الشرق الأدنى. تلتها مرحلة انحطاط حضارة الأوروك والتي اتسمت بظهور عدد من الثقافات المحلية المتميزة في جميع أنحاء الشرق الأدنى. يُعرف هذا العصر عمومًا باسم فترة جمدة نصر نسبةً للموقع الأثري الذي يحمل هذا الاسم. لا تزال الخصائص الدقيقة لهذه الفترة موضع نقاش كبير، ويبدو أنه من الصعب التمييز بينها وبين حضارة الأوروك، لذلك يشير بعض العلماء إليها باعتبارها فترة الأوروك النهائية بدلاً من فترة جمدة نصر. استمرت هذه الفترة من 3000 إلى 2900 قبل الميلاد تقريباً. اقتُرح تسلسل زمني جديد من قبل أعضاء مؤتمر سانتا فيه في نيومكسيكو اعتماداً على الحفريات الأخيرة، وخاصة تلك التي أُجريت في مواقع خارج بلاد ما بين النهرين.
على الرغم من كل الشكوك والاختلافات حول التسلسل الزمني لفترة الأوروك إلا أنه من المتفق عليه عمومًا أن فترة الأوروك تغطي ألف عام تقريباً من 4000 إلى 3000 قبل الميلاد، وأنّ هذه الفترة تقسم إلى عدة مراحل: مرحلة التحضُّر الأولي والتوسع في منطقة الأوروك في نهاية الفترة العبيدية (فترة الأوروك القديمة)، تليها فترة من التوسع (فترة الأوروك المتوسطة)، ثم فترة الذروة التي تحدد السمات المميزة لحضارة الأوروك (فترة الأوروك النهائية). تراجع نفوذ الأوروك وزيادة التنوع الثقافي في الشرق الأدنى مع تراجع السيطرة المركزية للدولة. حاول بعض الباحثين تفسير ما حدث في المرحلة الأخيرة بوصول مجموعات بشرية جديدة من أصل سامي (الأكاديين) ولكن لا توجد أدلة قاطعة تثبت ذلك. تتزامن هذه الفترة مع فترة جمدة نصر في بلاد ما بين النهرين السفلية، والتي شهدت تحولاً إلى حياة مدنية أكثر تحضراً مع إعادة تنظيم السلطة، وبدأت الأسرة الحاكمة هناك في بداية الألفية الثالثة قبل الميلاد بالتوسع وفرض النفوذ على جيرانها.

### بلاد ما بين النهرين السفلية
تشكل منطقة بلاد ما بين النهرين السفلية الجوهرة الثقافية لحضارة الأوروك، ويبدو أنها كانت المركز الثقافي في ذلك الوقت، إذ توجد فيها النصب التذكارية الرئيسية وأهم آثار المجتمع الحضري التي ظهرت مع تطور مؤسسات الدولة في النصف الثاني من الألفية الرابعة قبل الميلاد، وفي هذه المنطقة أيضاً ظهر أول نظام للكتابة، وأثرت ثقافتها على بقية مناطق الشرق الأدنى في ذلك الوقت. رغم كل ذلك فإن هذه المنطقة ليست معروفة من الناحية الأثرية، فقد عُثر على موقع أوروك واحد هو الذي وفَّر آثار العمارة الضخمة والوثائق الإدارية التي تبرر اعتبار هذه المنطقة الأكثر ديناميكية وتأثيراً.
كانت بلاد ما بين النهرين السفلية أكثر مناطق الشرق الأدنى إنتاجية من الناحية الزراعية، بفضل تطور نظام الري الذي ظهر في الألفية الرابعة قبل الميلاد، مع التركيز على زراعة الشعير جنبًا إلى جنب مع النخيل والفواكه والبقوليات ورعي الأغنام، وعلى الرغم من أن هذه المنطقة تفتقر إلى الثروات المعدنية وتقع في منطقة قاحلة، إلا أنها تتمتع بمزايا جغرافية وبيئية هامة، فهي تتألف من دلتا نهرية واسعة تشكل منطقة مسطحة تقطعها المجاري المائية، ما يوفر مساحة شاسعة من الأراضي القابلة للزراعة. يُعتقد أيضاً أنها أصبحت منطقة متحضرة وذات كثافة سكانية عالية في الألفية الرابعة قبل الميلاد، مع تطور تسلسل هرمي اجتماعي، وأنشطة حرفية وصناعية وتجارية. شكَّل البحث الأثري بقيادة روبرت ماكورميك آدمز جونيور خطوة مهمةً للغاية لفهم ظهور المجتمعات الحضرية في هذه المنطقة، فقد حدد التسلسلَ الهرميَّ للنفوذ الذي سيطرت عليه عدد من التجمعات البشرية التي ازدادت أهميتها على مدار الألفية الرابعة قبل الميلاد، ويبدو أن الأوروك كانوا الأهم والأكثر نفوذاً وعززوا سيطرتهم على حساب جيرانهم لا سيما في المناطق الشمالية.
لا يمكن تحديد التكوين العرقي لهذه المنطقة في فترة الأوروك بشكل دقيق، لأن ذلك يرتبط بمشكلة أصول السومريين وتاريخ ظهورهم (إذا كنا نعتبرهم من السكان المحليين في هذه المنطقة) أو وصولهم (إذا كنا نعتبرهم من المهاجرين) إلى بلاد ما بين النهرين السفلية، لا يوجد اتفاق على الأدلة الأثرية التي تدعم فكرة الهجرة، أو ما إذا كانت الكتابات التي عثر عليها تعكس بالفعل لغة معينة. يجادل بعض المؤرخين بأنَّ السومريين هم من اخترعوا هذه الكتابة، وأنهم كانوا موجودين بالفعل في المنطقة في القرون الأخيرة من الألفية الرابعة على أبعد تقدير، وهو الرأي الأكثر قبولاً بين جماهير المؤرخين.